# Aristòbul de Britànnia
Aristobul de Britànnia, llatí Aristobūlus Senex, Episcŏpus Primus Britannĭae, (Illa de Xipre, s. I - Britànnia?, actual Gran Bretanya, ca.), fou un cristià, considerat entre els Setanta deixebles esmentats a l'Evangeli segons Lluc. Com en la majoria dels seus companys, a la seva vida es barregen dades del Nou Testament, escrits apòcrifs i llegendes, que el fan el primer evangelitzador de la Gran Bretanya. És venerat com a sant per tota la cristiandat.

## Biografia
L'única dada certa que en tenim és que erea un jueu xipriota i que formava part dels Setanta deixebles. Amb Urbà de Macedònia, Estaquis l'Apòstol, Ampliat, Apel·les d'Heraclió i Narcís d'Atenes, va ajudar Andreu apòstol en la seva predicació. Aristobul era germà de Bernabé l'Apòstol.

### Llegenda
La tradició posterior, com va fer amb la resta dels Setanta Deixebles, el converteix en el primer predicador del cristianisme en terres llunyanes: Aristobul, segons aquesta llegenda, fou l'evangelitzador i primer bisbe de Britànnia, l'actual Gran Bretanya, probablement en les terres del País de Gal·les. Abans, anant de camí, també va predicar entre els celtes del nord d'Hispània.

## Veneració
La seva festivitat és el 16 de març. Amb els sants Ampliat, Apel·les, Estaquis i Urbà, també és celebrat el 31 d'octubre, i els ortodoxos el celebren el 4 de gener en la festivitat dels Setanta Deixebles.
El topònim de la regió gal·lesa d'Arwystli (Powys) deriva del seu nom.